# Toekan (sterrenbeeld)

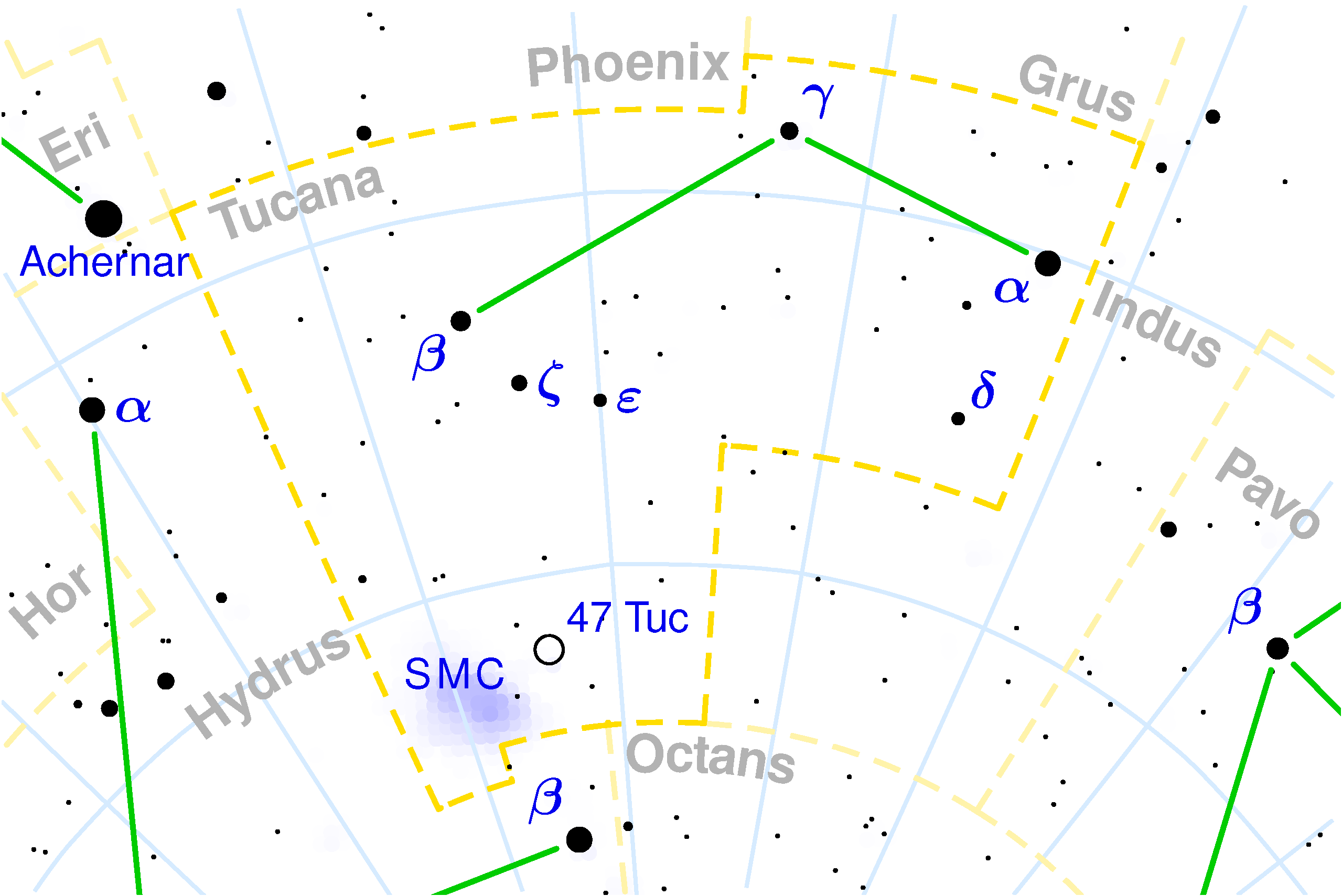
Kaart van het sterrenbeeld Toekan.

Toekan (Tucana, afkorting Tuc) is een sterrenbeeld aan de zuiderhemel, liggende tussen rechte klimming 22u 05m en 1u 22m en tussen declinatie −57° en −76°. Het is vanaf de breedte van de Benelux niet te zien. Het sterrenbeeld werd in het najaar van 1597 (of in het voorjaar van 1598) geïntroduceerd door Petrus Plancius, uitgaande van waarnemingen door de zeevaarders Pieter Dircksz Keyser en Frederik de Houtman.

## Sterren
Het sterrenbeeld kent geen sterren met een naam, de helderste ster, alpha Tucanae (α Tuc), heeft magnitude 2,86. Zij bestaat uit een dubbelster met twee componenten die zelf ook weer dubbelsterren vormen.

## Wat is er verder te zien?
Toekan bevat de Kleine Magelhaense Wolk (SMC, NGC 292), net ten noorden hiervan staat de bolvormige sterrenhoop NGC 362. Daarnaast staat de heldere bolvormige sterrenhoop 47 Tucanae (NGC 104). Deze bolhoop is net als Omega Centauri zo helder dat hij oorspronkelijk als een ster werd geclassificeerd.

## Aangrenzende sterrenbeelden
(met de wijzers van de klok mee)
- Kraanvogel (Grus)
- Indiaan (Indus)
- Octant (Octans)
- Kleine Waterslang (Hydrus)
- Eridanus (Rivier Eridanus) (raakt maar op één punt)
- Phoenix